# Gherbavaz
Gherbavaz, Gherbovaz o Gerbovaz (in croato: Grbavac) è un isolotto disabitato della Croazia, situato di fronte alla costa dalmata settentrionale, a sud-ovest di Capocesto. Dal punto di vista amministrativo appartiene al comune di Capocesto, nella regione di Sebenico e Tenin.

## Geografia
Gherbavaz si trova al largo di fronte a porto Pellis, Pelles o Cremich (luka Peleš), l'insenatura compresa tra punta Cremica (rt Kremik) e punta Zeceva (rt Zečevo), detta anche punta della Lepre. L'isolotto dista circa 3 km da punta Cremica e 3,7 da punta Zeceva. Ha una superficie di 0,073 km², uno sviluppo costiero di 1,1 km e un'altezza di 31 m. A sud-est, a 500 m di distanza, affiora uno scoglio che ha lo stesso nome (greben Grbavac) 43°33′37.34″N 15°52′57.86″E.

### Isole adiacenti
- Luccogna (Lukovnjak), a nord-ovest.
- Maslignago (Maslinovik), a nord-est, tra Gherbavaz e punta Cremica.
- Barile[4][12] o Barilaz[5][8] (Barilac), piccolo scoglio rotondo a sud-est, a 1,5 km di distanza; ha una superficie di 0,0072 km²[1] e una costa lunga 312 m[1] 43°33′33″N 15°53′54″E.

### Cartografia
- (HR) Mappa topografica della Croazia 1:25000, su preglednik.arkod.hr. URL consultato il 15 ottobre 2017.
- G. Giani, Carta prospettiva delle Comuni censuarie della Dalmazia, foglio 6, 1839. Fondo Miscellanea cartografica catastale, Archivio di Stato di Trieste.
- Carta di cabottaggio del mare Adriatico, foglio IX, Milano, Istituto geografico militare, 1822-1824. URL consultato l'8 settembre 2020 (archiviato dall'url originale il 13 aprile 2013).